# Кацуба, Павел Борисович
Па́вел Бори́сович Кацу́ба (26 февраля 1914, Марусино (Хабаровский край), Приморская область — после 1971) — советский хозяйственный, государственный и политический деятель.

## Биография
Родился 26 февраля 1914 года в Марусино (Хабаровский край). Член ВКП(б).
С 1940 года — на хозяйственной, общественной и политической работе. В 1940—1981 гг. — начальник смены, цеха Березниковского химического комбината, в РККА, заместитель начальника цеха завода имени В. И. Ленина, заместитель заведующего Отделом Златоустовского городского комитета ВКП(б), 1-й секретарь Октябрьского районного комитета ВКП(б), на партийной работе в Златоусте, 1-й секретарь Усольского городского комитета ВКП(б), заведующий Промышленно-транспортным отделом Иркутского областного комитета КПСС, 2-й секретарь Иркутского областного комитета КПСС, 1-й секретарь Иркутского промышленного областного комитета КПСС, 2-й секретарь Иркутского областного комитета КПСС, заместитель председателя Государственного комитета по надзору за безопасным ведением работ в промышленности и горному надзору при СМ СССР.
Во время работы секретарём Иркутского областного комитета КПСС, в середине 1960-х годов, активно поддерживал строительство Байкальского целлюлозно-бумажного комбината, представлявшего экологическую угрозу озеру Байкал — критиковал директора Лимнологического института Г. Галазия, выступающего против строительства комбината, обвинял его «пособником империализма».
Избирался депутатом Верховного Совета РСФСР 6-го и 7-го созывов.